# Gmina Tjele
Gmina Tjele (duń. Tjele Kommune) – w latach 1970–2006 (włącznie) jedna z gmin w Danii w ówczesnym okręgu Vibirg Amt. 
Siedzibą władz gminy była miejscowość Tjele. 
Gmina Tjele została utworzona 1 kwietnia 1970 na mocy reformy podziału administracyjnego Danii. Po kolejnej reformie w 2007 r. weszła w skład nowej gminy Viborg.

## Dane liczbowe
- Liczba ludności: (♀ 4439 + ♂ 4202) = 8641
  - wiek 0-6: 9,4%
  - wiek 7-16: 15,7%
  - wiek 17-66: 61,9%
  - wiek 67+: 12,9%
- zagęszczenie ludności: 31,7 osób/km²
- bezrobocie: 4,0% osób w wieku 17-66 lat
- cudzoziemcy z UE, Skandynawii i USA: 160 na 10 000 osób
- cudzoziemcy z krajów Trzeciego Świata: 162 na 10 000 osób
- liczba szkół podstawowych: 5 (liczba klas: 64)